# 10 000 mètres féminin aux Jeux olympiques d'été de 2004
Navigation
Sydney 2000 Pékin 2008
L'épreuve du 10 000 mètres féminin aux Jeux olympiques de 2004 s'est déroulée le 27 août 2004 au Stade olympique d'Athènes, en Grèce. Elle est remportée par la Chinoise Xing Huina.

## Résultats

### Finale
| Rang               | Athlète             | Pays            | Temps          | Note |
| ------------------ | ------------------- | --------------- | -------------- | ---- |
| Médaille d'or      | Xing Huina          | Chine           | 30 min 24 s 36 | PB   |
| Médaille d'argent  | Ejegayehu Dibaba    | Éthiopie        | 30 min 24 s 98 | PB   |
| Médaille de bronze | Derartu Tulu        | Éthiopie        | 30 min 26 s 42 | SB   |
| 4                  | Werknesh Kidane     | Éthiopie        | 30 min 28 s 30 |      |
| 5                  | Lornah Kiplagat     | Pays-Bas        | 30 min 31 s 92 |      |
| 6                  | Sun Yingjie         | Chine           | 30 min 54 s 37 | SB   |
| 7                  | Jeļena Prokopčuka   | Lettonie        | 31 min 04 s 10 | NR   |
| 8                  | Lidiya Grigoryeva   | Russie          | 31 min 04 s 62 |      |
| 9                  | Lucy Wangui         | Kenya           | 31 min 05 s 90 | PB   |
| 10                 | Helena Javornik     | Slovénie        | 31 min 06 s 63 | NR   |
| 11                 | Mihaela Botezan     | Roumanie        | 31 min 11 s 24 | NR   |
| 12                 | Kathy Butler        | Grande-Bretagne | 31 min 41 s 13 |      |
| 13                 | Megumi Oshima       | Japon           | 31 min 42 s 18 |      |
| 14                 | Marie Davenport     | Irlande         | 31 min 50 s 49 |      |
| 15                 | Sabrina Mockenhaupt | Allemagne       | 32 min 00 s 85 |      |
| 16                 | Alice Timbilil      | Kenya           | 32 min 12 s 57 |      |
| 17                 | Sally Barsosio      | Kenya           | 32 min 14 s 00 |      |
| 18                 | Harumi Hiroyama     | Japon           | 32 min 15 s 12 |      |
| 19                 | Elva Dryer          | États-Unis      | 32 min 18 s 16 |      |
| 20                 | Anikó Kálovics      | Hongrie         | 32 min 21 s 47 |      |
| 21                 | Kate O'Neill        | États-Unis      | 32 min 24 s 04 |      |
| 22                 | Galina Bogomolova   | Russie          | 32 min 25 s 10 |      |
| 23                 | Adriana Fernández   | Mexique         | 32 min 29 s 57 |      |
| 24                 | Benita Johnson      | Australie       | 32 min 32 s 01 |      |
| 25                 | Haley McGregor      | Australie       | 33 min 35 s 27 |      |
| 26                 | Kayoko Fukushi      | Japon           | 33 min 48 s 66 |      |
| 27                 | Natalia Cerches     | Moldavie        | 34 min 04 s 97 |      |
|                    | Souad Aït Salem     | Algérie         | DNF            |      |
|                    | Natalya Berkut      | Ukraine         | DNF            |      |
|                    | Paula Radcliffe     | Grande-Bretagne | DNF            |      |
|                    | Fernanda Ribeiro    | Portugal        | DNF            |      |

## Légende
Records et Performances
- AR : Record continental (area record)
- CR : Record des championnats (championship record)
- MR : Record du meeting (meet record)
- NR : Record national (national record)
- OR : Record olympique (olympic record)
- PR : Record paralympique (paralympic record)
- PB : Record personnel (personal best)
- SB : Meilleure performance personnelle de la saison (season's best)
- WL : Meilleure performance mondiale de l'année (world leader)
- WJR : Record du monde junior (world junior record)
- WR : Record du monde (world record)

Circonstances et Conditions
- DNF : N'a pas terminé (did not finish)
- DNS : N'a pas pris le départ (did not start)
- DQ : Disqualification (disqualification)
- NM : Aucun essai valable enregistré (No Mark)
- Q : Qualifié « directement » au prochain tour (ou à la prochaine compétition), lors d'une compétition majeure, grâce au classement ou à la réalisation des minima (automatic qualifier)
- q : Qualifié au prochain tour (ou à la prochaine compétition), lors d'une compétition majeure, grâce au repêchage ou à la réalisation de l'une des meilleures performances parmi celles des « non qualifiés directement » (grâce au meilleur temps ou à la meilleure distance par exemple) (secondary qualifier)